# FC Zbrojovka Brno
Zbrojovka Brno – czeski klub piłkarski mający swoją siedzibę w Brnie, na Morawach.

## Historyczne nazwy
- 1913 – SK Židenice (Sportovní klub Židenice)
- 1947 – SK Zbrojovka Židenice Brno (Sportovní klub Zbrojovka Židenice Brno)
- 1948 – Sokol Zbrojovka Židenice Brno
- 1951 – Sokol Zbrojovka Brno
- 1953 – DSO Spartak Zbrojovka Brno (Dobrovolná sportovní organizace Spartak Zbrojovka Brno)
- 1956 – TJ Spartak ZJŠ Brno (Tělovýchovná jednota Spartak Závody Jana Švermy Brno)
- 1968 – TJ Zbrojovka Brno (Tělovýchovná jednota Zbrojovka Brno)
- 1990 – FC Zbrojovka Brno (Football Club Zbrojovka Brno)
- 1992 – FC Boby Brno (Football Club Boby Brno, a.s.)
- 2000 – FC Stavo Artikel Brno (Football Club Stavo Artikel Brno, a.s.)
- 2002 – 1. FC Brno (Fotbalový klub 1. FC Brno, a.s.)
- 2010 – FC Zbrojovka Brno (Fotbalový klub FC Zbrojovka Brno, a.s.)

## Sukcesy klubu
- mistrzostwo Czechosłowacji 1977/78,
- wicemistrzostwo Czechosłowacji 1979/80,
- 3. miejsce 1934/35, 1937/38, 1945/46, 1978/79, 1994/95,
- Puchar Czechosłowacji 1960,
- Mistrz Morawy 1926
- amatorski mistrz Czechosłowacji 1926.

## Europejskie puchary
Legenda do wszystkich tabel:
- Q – runda eliminacyjna, 1/16, 1/8, 1/4, 1/2 – odpowiednia faza rozgrywek, Grupa – runda grupowa, 1r gr – pierwsza runda grupowa, 2r gr – druga runda grupowa, F – finał, R – runda, PO – play-off
- k. – rzuty karne, los. – losowanie, Dogr. – dogrywka, w. – zasada bramek strzelonych na wyjeździe

| Sezon   | Rozgrywki                 | Runda   | Przeciwnik            | Dom | Wyjazd | Ogólnie      |
| ------- | ------------------------- | ------- | --------------------- | --- | ------ | ------------ |
| 1962/63 | Puchar Miast Targowych    | 1R      | Petrolul Ploeszti     | 0–1 | 0–4    | 0–5          |
| 1963/64 | Puchar Miast Targowych    | 1R      | Servette FC           | 5–0 | 2–1    | 7–1          |
| 1963/64 | Puchar Miast Targowych    | 1/8     | Partick Thistle       | 4–0 | 2–3    | 6–3          |
| 1963/64 | Puchar Miast Targowych    | 1/4     | RFC Liège             | 2–0 | 0–2    | 2–2, 0–1 (W) |
| 1964/65 | Puchar Miast Targowych    | 1R      | Ferencváros           | 1–0 | 0–2    | 1–2          |
| 1965/66 | Puchar Miast Targowych    | 1R      | Łokomotiw Płowdiw     | 2–0 | 0–1    | 2–1          |
| 1965/66 | Puchar Miast Targowych    | 2R      | ACF Fiorentina        | 4–0 | 0–2    | 4–2          |
| 1965/66 | Puchar Miast Targowych    | 1/8     | Dumfermline Athletic  | 0–0 | 0–2    | 0–2          |
| 1966/67 | Puchar Miast Targowych    | 1R      | Dinamo Zagrzeb        | 2–0 | 0–2    | 2–2, los.    |
| 1978/79 | Puchar Europy             | 1R      | Újpest FC             | 2–2 | 2–0    | 4–2          |
| 1978/79 | Puchar Europy             | 1/8     | Wisła Kraków          | 2–2 | 1–1    | 3–3, w.      |
| 1979/80 | Puchar UEFA               | 1R      | Esbjerg fB            | 6–0 | 2–1    | 8–1          |
| 1979/80 | Puchar UEFA               | 2R      | ÍBK Keflavík          | 3–1 | 2–1    | 5–2          |
| 1979/80 | Puchar UEFA               | 1/8     | Standard Liège        | 3–2 | 2–1    | 5–3          |
| 1979/80 | Puchar UEFA               | 1/4     | Eintracht Frankfurt   | 3–2 | 1–4    | 4–6          |
| 1980/81 | Puchar UEFA               | 1R      | LASK Linz             | 3–1 | 2–0    | 5–1          |
| 1980/81 | Puchar UEFA               | 2R      | Real Sociedad         | 1–1 | 1–2    | 2–3          |
| 1993/94 | Puchar Zdobywców Pucharów | 1R      | Bayer 04 Leverkusen   | 0–3 | 0–2    | 0–5          |
| 1995    | Puchar Intertoto          | Grupa 9 | FC Groningen          | 1–2 |        | 4. miejsce   |
| 1995    | Puchar Intertoto          | Grupa 9 | Etyr Wielkie Tyrnowo  |     | 2–3    | 4. miejsce   |
| 1995    | Puchar Intertoto          | Grupa 9 | KSK Beveren           | 3–2 |        | 4. miejsce   |
| 1995    | Puchar Intertoto          | Grupa 9 | Ceahlăul Piatra Neamț |     | 0–2    | 4. miejsce   |
| 1997/98 | Puchar UEFA               | 1Q      | Inkaras Kowno         | 6–1 | 1–3    | 7–4          |
| 1997/98 | Puchar UEFA               | 2Q      | Rapid Wiedeń          | 2–0 | 1–6    | 3–6          |
| 1998    | Puchar Intertoto          | 1R      | VB Vágur              | 3–1 | 3–0    | 6–1          |
| 1998    | Puchar Intertoto          | 2R      | RCD Espanyol          | 3–5 | 0–2    | 3–7          |
| 1999    | Puchar Intertoto          | 2R      | FC Basel              | 2–4 | 0–0    | 2–4          |
| 2002    | Puchar Intertoto          | 1R      | FC Aszdod             | 0–5 | 1–1    | 1–6          |
| 2003    | Puchar Intertoto          | 1R      | Kotajk Abowian        | 1–0 | 2–3    | 3–3, w.      |
| 2003    | Puchar Intertoto          | 2R      | FC Thun               | 1–1 | 3–2    | 4–3          |
| 2003    | Puchar Intertoto          | 3R      | En Avant Guingamp     | 4–2 | 1–2    | 5–4, Dogr.   |
| 2003    | Puchar Intertoto          | 1/2     | Villarreal CF         | 1–1 | 0–2    | 1–3          |

## Skład na sezon 2017/2018
| Nr | Poz. | Piłkarz                                         |
| -- | ---- | ----------------------------------------------- |
| 1  | BR   | Dušan Melichárek (kapitan)                      |
| 2  | OB   | Tadas Kijanskas                                 |
| 4  | OB   | Petr Pavlík                                     |
| 6  | PO   | Tomáš Pilík                                     |
| 8  | PO   | Jan Polák                                       |
| 9  | PO   | Rafael Acosta                                   |
| 10 | PO   | Musefiu Ashiru                                  |
| 11 | PO   | Ladislav Krejčí                                 |
| 13 | OB   | Lukáš Vraštil                                   |
| 14 | NA   | Konstantin Bazeljuk (wypożyczony z CSKA Moskwa) |
| 15 | OB   | Jakub Šural                                     |
| 16 | PO   | Jan Sedlák                                      |

| Nr | Poz. | Piłkarz                                          |
| -- | ---- | ------------------------------------------------ |
| 17 | PO   | Miloš Kratochvíl (wypożyczony z Viktorii Pilzno) |
| 19 | PO   | Milan Lutonský                                   |
| 20 | OB   | Chico Gomes                                      |
| 23 | NA   | Michal Škoda                                     |
| 25 | OB   | Lukáš Kryštůfek                                  |
| 32 | NA   | Antonín Růsek                                    |
| 33 | BR   | Pavel Halouska                                   |
| 59 | BR   | Jiří Floder                                      |
| 73 | OB   | Ondřej Sukup                                     |
| 77 | NA   | Martin Zikl                                      |
| 99 | OB   | Martin Juhar                                     |